# James Starley

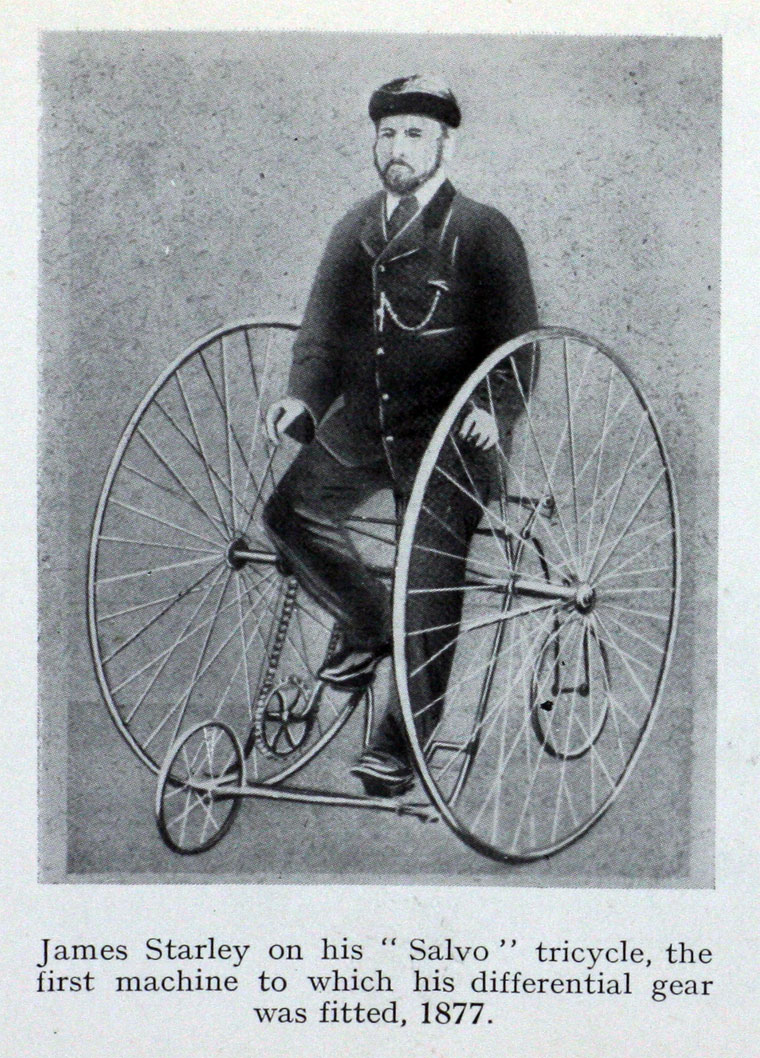
James Starley auf einem seiner Fahrzeuge (1877)

James Starley (* 21. April 1830 in Albourne, West Sussex; † 17. Juni 1881 in Coventry, West Midlands) war ein britischer Erfinder und Fabrikant.

## Leben

Rover-Logo (ältere Version)

Im Jahr 1861 gründete Starley mit Josiah Turner eine Nähmaschinenfabrikation. Angeregt durch damalige Velocipede begann er 1868 mit der Fahrradherstellung. Gemeinsam mit William Hillman entwickelte und produzierte er Fahrräder, die ständig verbessert wurden. Die gemeinsame Firma Ariel brachte 1870 das Hochrad „Ariel“ auf den Markt.
Das Rover Safety Bicycle wurde 1885 von seinem Neffen John Kemp Starley entwickelt (Rover bedeutet Wanderer). Zur Produktion der Rover-Sicherheitsräder wurde zunächst die Starley & Sutton Co. in Coventry gegründet. Daraus entwickelte sich die noch heute bekannte Automobilmarke Rover.

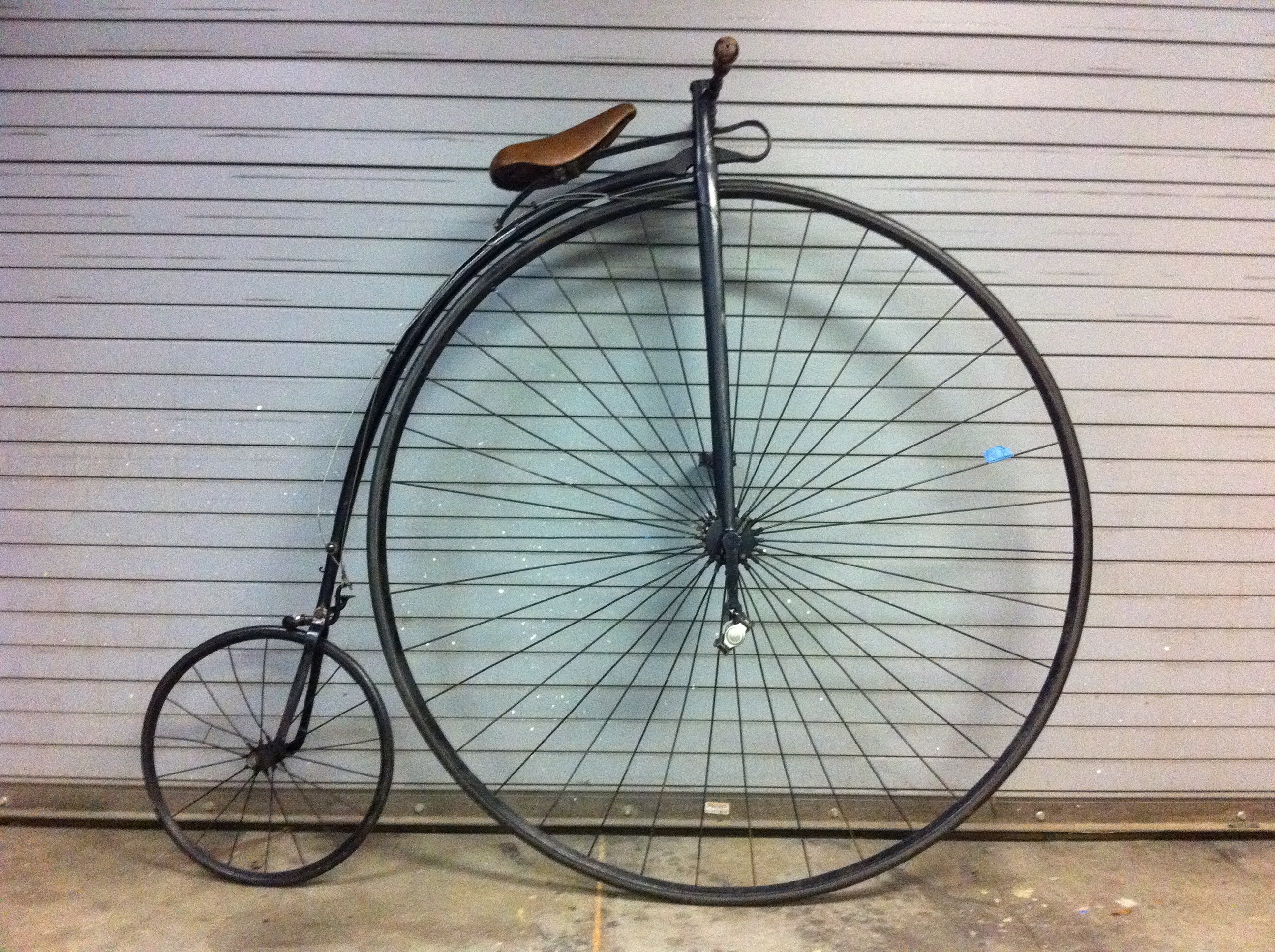
Hochrad „Ariel“
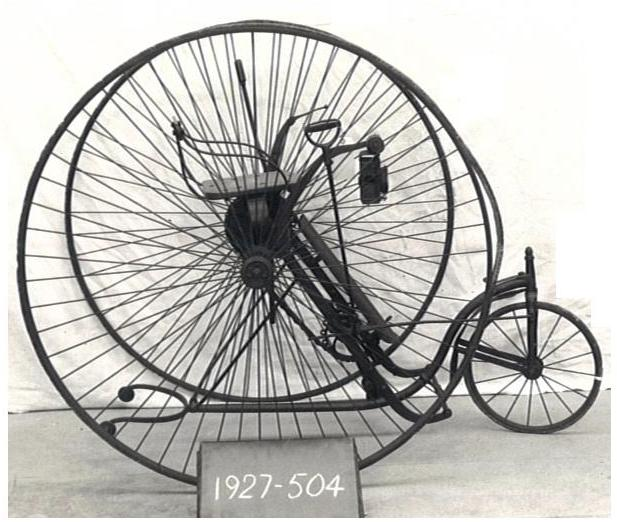
Starley Royal Salvo Tricycle
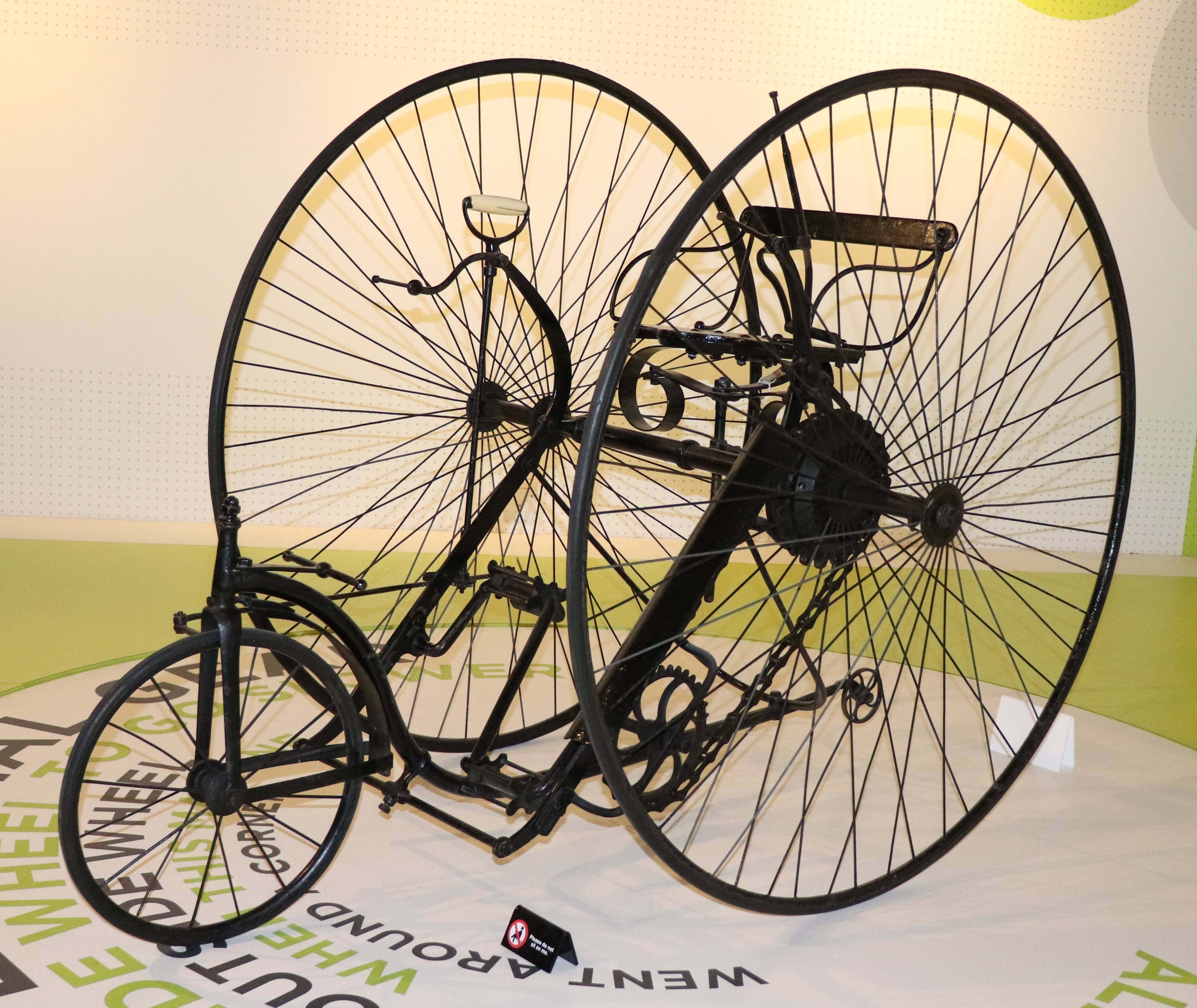
Salvo Quadricycle von 1881
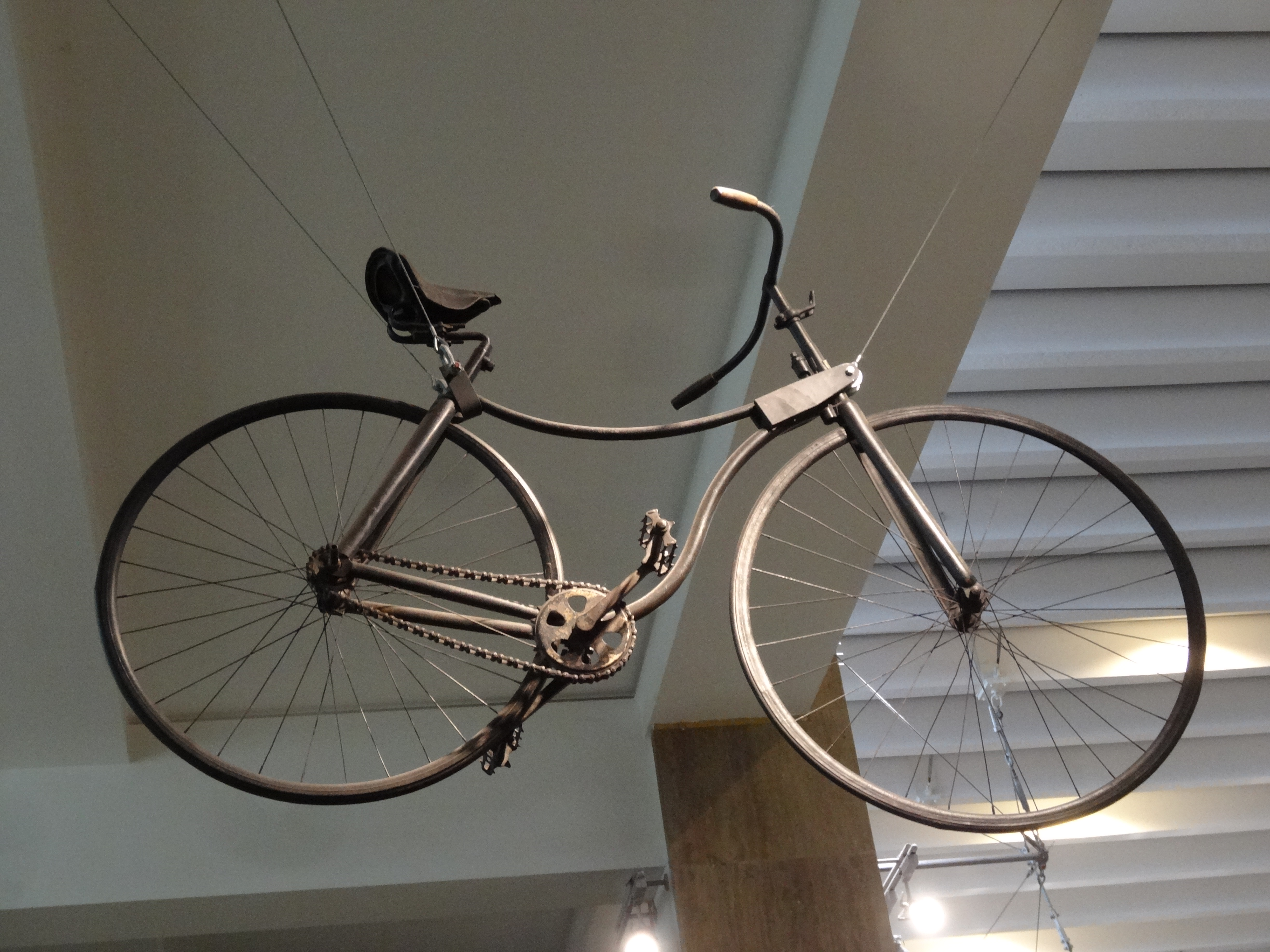
Rover Safety Bicycle aus dem Jahr 1885
Denkmal für James Starley in Coventry